# 汉内斯·特林克尔
汉内斯·特林克尔（德語：Hannes Trinkl，1968年2月1日—），奥地利男子高山滑雪运动员。他曾代表奥地利参加1994年和1998年冬季奥林匹克运动会高山滑雪比赛，其中1998年冬季奥运会获得一枚铜牌。